# Detroit Pistons 2018-2019
La stagione 2018-2019 dei Detroit Pistons è stata la 71ª stagione della franchigia nella NBA.
È stata la prima stagione della franchigia con Dwane Casey capo allenatore.
I Pistons si sono qualificati ai playoffs, grazie al successo nell'ultima partita di regular season vinta contro i New York Knicks per 115-89.

## Draft
| Giro | Scelta | Giocatore    | Ruolo | Nazionalità | Università/Squadra |
| ---- | ------ | ------------ | ----- | ----------- | ------------------ |
| 2    | 38     | Khyri Thomas | G     | Stati Uniti | Creighton Bluejays |
| 2    | 42     | Bruce Brown  | G     | Stati Uniti | Miami Hurricanes   |

## Roster
| \| Pos. \| Num. \| Naz. \| Nome \| Altezza \| Peso \| Data nascita \| Provenienza \| \| ---- \| ---- \| ---- \| ---------------------- \| ------- \| ------ \| ------------ \| ----------------- \| \| P \| 6 \| \| Brown, Bruce \| 196 cm \| 92 kg \| 15-08-1996 \| Miami \| \| AG/C \| 7 \| \| Maker, Thon \| 216 cm \| 101 kg \| 25-02-1997 \| Orangeville Prep \| \| P \| 13 \| \| Thomas, Khyri \| 191 cm \| 95 kg \| 08-05-1996 \| Creighton \| \| C \| 0 \| \| Drummond, Andre \| 211 cm \| 127 kg \| 10-08-1993 \| Connecticut \| \| AP \| 19 \| \| Mychajljuk, Svjatoslav \| 203 cm \| 96 kg \| 10-06-1997 \| Kansas \| \| G \| 12 \| \| Whitehead, Isaiah (TW) \| 193 cm \| 97 kg \| 08-03-1995 \| Seton Hall \| \| P/G \| 9 \| \| Galloway, Langston \| 188 cm \| 91 kg \| 09-12-1991 \| Saint Joseph's \| \| AG \| 23 \| \| Griffin, Blake \| 208 cm \| 114 kg \| 16-03-1989 \| Oklahoma \| \| G \| 24 \| \| Lucas, Kalin (TW) \| 185 cm \| 87 kg \| 24-05-1989 \| Michigan State \| \| P \| 1 \| \| Jackson, Reggie \| 191 cm \| 94 kg \| 16-04-1990 \| Boston University \| \| G \| 20 \| \| Ellington, Wayne \| 196 cm \| 91 kg \| 29-10-1987 \| Nord Carolina \| \| G \| 5 \| \| Kennard, Luke \| 196 cm \| 91 kg \| 24-06-1996 \| Duke \| \| AG \| 30 \| \| Leuer, Jon \| 208 cm \| 103 kg \| 14-05-1989 \| Wisconsin \| \| G/AP \| 22 \| \| Robinson, Glenn \| 198 cm \| 101 kg \| 08-01-1994 \| Michigan \| \| P \| 14 \| \| Smith, Ish \| 183 cm \| 79 kg \| 05-07-1988 \| Wake Forest \| \| C \| 27 \| \| Pachulia, Zaza \| 211 cm \| 122 kg \| 10-02-1984 \| Turchia \| \| AG \| 30 \| \| Leuer, Jon \| 208 cm \| 103 kg \| 14-05-1989 \| Wisconsin \| \| P \| 81 \| \| Calderón, José \| 190 cm \| 91 kg \| 28-09-1981 \| Spagna \| | Allenatore - Dwane Casey Assistente/i - Tim Grgurich - Sidney Lowe - Micah Nori - Sean Sweeney - DJ Bakker - JD Dubois - Bryston Williams Legenda - (C) Capitano - (FA) Free agent - (S) Sospeso - (TW) Contratto Two-way - (GL) Assegnato a squadra G League affiliata - Infortunato Roster • Transazioni · Ultima transazione: 27 giugno 2019 |                                                 |                        |         |        |              |                   |
| Pos. | Num. | Naz.                                            | Nome                   | Altezza | Peso   | Data nascita | Provenienza       |
| P | 6 | Stati Uniti (bandiera)                          | Brown, Bruce           | 196 cm  | 92 kg  | 15-08-1996   | Miami             |
| AG/C | 7 | Sudan del Sud (bandiera) · Australia (bandiera) | Maker, Thon            | 216 cm  | 101 kg | 25-02-1997   | Orangeville Prep  |
| P | 13 | Stati Uniti (bandiera)                          | Thomas, Khyri          | 191 cm  | 95 kg  | 08-05-1996   | Creighton         |
| C | 0 | Stati Uniti (bandiera)                          | Drummond, Andre        | 211 cm  | 127 kg | 10-08-1993   | Connecticut       |
| AP | 19 | Ucraina (bandiera)                              | Mychajljuk, Svjatoslav | 203 cm  | 96 kg  | 10-06-1997   | Kansas            |
| G | 12 | Stati Uniti (bandiera)                          | Whitehead, Isaiah (TW) | 193 cm  | 97 kg  | 08-03-1995   | Seton Hall        |
| P/G | 9 | Stati Uniti (bandiera)                          | Galloway, Langston     | 188 cm  | 91 kg  | 09-12-1991   | Saint Joseph's    |
| AG | 23 | Stati Uniti (bandiera)                          | Griffin, Blake         | 208 cm  | 114 kg | 16-03-1989   | Oklahoma          |
| G | 24 | Stati Uniti (bandiera)                          | Lucas, Kalin (TW)      | 185 cm  | 87 kg  | 24-05-1989   | Michigan State    |
| P | 1 | Stati Uniti (bandiera)                          | Jackson, Reggie        | 191 cm  | 94 kg  | 16-04-1990   | Boston University |
| G | 20 | Stati Uniti (bandiera)                          | Ellington, Wayne       | 196 cm  | 91 kg  | 29-10-1987   | Nord Carolina     |
| G | 5 | Stati Uniti (bandiera)                          | Kennard, Luke          | 196 cm  | 91 kg  | 24-06-1996   | Duke              |
| AG | 30 | Stati Uniti (bandiera)                          | Leuer, Jon             | 208 cm  | 103 kg | 14-05-1989   | Wisconsin         |
| G/AP | 22 | Stati Uniti (bandiera)                          | Robinson, Glenn        | 198 cm  | 101 kg | 08-01-1994   | Michigan          |
| P | 14 | Stati Uniti (bandiera)                          | Smith, Ish             | 183 cm  | 79 kg  | 05-07-1988   | Wake Forest       |
| C | 27 | Georgia (bandiera) · Turchia (bandiera)         | Pachulia, Zaza         | 211 cm  | 122 kg | 10-02-1984   | Turchia           |
| AG | 30 | Stati Uniti (bandiera)                          | Leuer, Jon             | 208 cm  | 103 kg | 14-05-1989   | Wisconsin         |
| P | 81 | Spagna (bandiera)                               | Calderón, José         | 190 cm  | 91 kg  | 28-09-1981   | Spagna            |

## Classifiche

### Central Division
| Central Division    | Central Division | Central Division | Central Division | Central Division | Central Division | Central Division | Central Division | Central Division |
| Squadra             | V                | S                | V%               | PR               | Casa             | Trasf            | Div              | PG               |
| ------------------- | ---------------- | ---------------- | ---------------- | ---------------- | ---------------- | ---------------- | ---------------- | ---------------- |
| z – Milwaukee Bucks | 60               | 22               | .732             | 0,0              | 33–8             | 27–14            | 14–2             | 82               |
| x – Indiana Pacers  | 48               | 34               | .585             | 12,0             | 29–12            | 19–22            | 11–5             | 82               |
| x – Detroit Pistons | 41               | 41               | .500             | 19,0             | 26–15            | 15–26            | 8–8              | 82               |
| Chicago Bulls       | 22               | 60               | .268             | 38,0             | 9–32             | 13–28            | 3–13             | 82               |
| Cleveland Cavaliers | 19               | 63               | .232             | 41,0             | 13–28            | 6–35             | 4–12             | 82               |

### Eastern Conference
| Eastern Conference | Eastern Conference     | Eastern Conference | Eastern Conference | Eastern Conference | Eastern Conference | Eastern Conference |
| #                  | Squadra                | V                  | S                  | V%                 | PR                 | PG                 |
| ------------------ | ---------------------- | ------------------ | ------------------ | ------------------ | ------------------ | ------------------ |
| 1                  | z – Milwaukee Bucks    | 60                 | 22                 | .732               | –                  | 82                 |
| 2                  | y – Toronto Raptors    | 58                 | 24                 | .707               | 2,0                | 82                 |
| 3                  | x – Philadelphia 76ers | 51                 | 31                 | .622               | 9,0                | 82                 |
| 4                  | x – Boston Celtics     | 49                 | 33                 | .598               | 11,0               | 82                 |
| 5                  | x – Indiana Pacers     | 48                 | 34                 | .585               | 12,0               | 82                 |
| 6                  | x – Brooklyn Nets      | 42                 | 40                 | .512               | 18,0               | 82                 |
| 7                  | y – Orlando Magic      | 42                 | 40                 | .512               | 18,0               | 82                 |
| 8                  | x – Detroit Pistons    | 41                 | 41                 | .500               | 19,0               | 82                 |
|                    |                        |                    |                    |                    |                    |                    |
| 9                  | Charlotte Hornets      | 39                 | 43                 | .476               | 21,0               | 82                 |
| 10                 | Miami Heat             | 39                 | 43                 | .476               | 21,0               | 82                 |
| 11                 | Wash. Wizards          | 32                 | 50                 | .390               | 28,0               | 82                 |
| 12                 | Atlanta Hawks          | 29                 | 53                 | .354               | 31,0               | 82                 |
| 13                 | Chicago Bulls          | 22                 | 60                 | .268               | 38,0               | 82                 |
| 14                 | Cleveland Cavaliers    | 19                 | 63                 | .232               | 41,0               | 82                 |
| 15                 | N.Y. Knicks            | 17                 | 65                 | .207               | 43,0               | 82                 |

## Mercato

### Free Agency

#### Acquisti
| Giocatore        | Contratto             | Provenienza         |
| ---------------- | --------------------- | ------------------- |
| José Calderón    | 1 anno - $2,4 milioni | Cleveland Cavaliers |
| Glenn Robinson   | 1 anno - $4 milioni   | Indiana Pacers      |
| Zaza Pachulia    | 1 anno - $2,4 milioni | G.S. Warriors       |
| Kalin Lucas      | Two-way contract      | Stockton Kings      |
| Isaiah Whitehead | Two-way contract      | Lokomotiv Kuban'    |
| Wayne Ellington  | 1 anno - $2,4 milioni | Miami Heat          |

#### Cessioni
| Giocatore        | Motivo     | Nuova squadra      |
| ---------------- | ---------- | ------------------ |
| Jameer Nelson    | Free agent |                    |
| Dwight Buycks    | Tagliato   | Dong. Leopards     |
| Eric Moreland    | Tagliato   | Toronto Raptors    |
| Anthony Tolliver | Rilasciato | Minnesota T'wolves |
| James Ennis      | Rilasciato | Houston Rockets    |
| Henry Ellenson   | Tagliato   | N.Y. Knicks        |

### Scambi
| 21 giugno 2018  | Detroit Pistons Khyri Thomas                                                                   | Philadelphia 76ers 2 future scelte al Draft    |
| 6 febbraio 2019 | Detroit Pistons Svjatoslav Mychajljuk Scelta 2º giro Draft 2020                                | L.A. Lakers Reggie Bullock                     |
| 7 febbraio 2019 | Detroit Pistons Thon Maker (da Milwaukee)                                                      | Milwaukee BucksNikola Mirotić (da New Orleans) |
| 7 febbraio 2019 | N.O. Pelicans Stanley Johnson (da Detroit) Jason Smith (da Milwaukee) 4 future scelte al Draft |                                                |

## Calendario e risultati

### Playoffs
NBA Playoffs 2019
| First round                     | First round                     | First round                     | First round                     | First round                     | First round                     | First round                     | First round                     | First round                     |
| 0-4 (Casa: 0-2; Trasferta: 0-2) | 0-4 (Casa: 0-2; Trasferta: 0-2) | 0-4 (Casa: 0-2; Trasferta: 0-2) | 0-4 (Casa: 0-2; Trasferta: 0-2) | 0-4 (Casa: 0-2; Trasferta: 0-2) | 0-4 (Casa: 0-2; Trasferta: 0-2) | 0-4 (Casa: 0-2; Trasferta: 0-2) | 0-4 (Casa: 0-2; Trasferta: 0-2) | 0-4 (Casa: 0-2; Trasferta: 0-2) |
| Gara                            | Data                            | Avversario                      | Punteggio                       | Più punti                       | Più rimbalzi                    | Più assist                      | Spettatori                      | Serie                           |
| ------------------------------- | ------------------------------- | ------------------------------- | ------------------------------- | ------------------------------- | ------------------------------- | ------------------------------- | ------------------------------- | ------------------------------- |
| 1                               | 14 aprile                       | @ Milwaukee Bucks               | P 86-121                        | Kennard (21)                    | Drummond (12)                   | Ish Smith (6)                   | Fiserv Forum (17,529)           | 0-1                             |
| 2                               | 17 aprile                       | @ Milwaukee Bucks               | P 99-120                        | Kennard (19)                    | Drummond (16)                   | Jackson (8)                     | Fiserv Forum (17,513)           | 0-2                             |
| 3                               | 20 aprile                       | Milwaukee Bucks                 | P 103-119                       | Griffin (27)                    | Drummond (12)                   | Jackson (8)                     | Little Caesars Arena (20,520)   | 0-3                             |
| 4                               | 22 aprile                       | Milwaukee Bucks                 | P 104-127                       | Jackson (26)                    | Drummond (12)                   | Jackson (7)                     | Little Caesars Arena (20,332)   | 0-4                             |

## Premi individuali
| Assegnato a    | Premio                                       | Data premio   | Ref.  |
| -------------- | -------------------------------------------- | ------------- | ----- |
| Andre Drummond | Giocatore della settimana Eastern Conference | 10 marzo 2019 | [ 5 ] |